# Аксёновская (Кирилловский район)
Аксёновская — деревня в Кирилловском районе Вологодской области. Входит в состав Коварзинского сельского поселения, с точки зрения административно-территориального деления — в Коварзинский сельсовет.

## География
Расстояние по автодороге до районного центра Кириллова — 49 км, до центра муниципального образования Коварзино — 13 км. Ближайшие населённые пункты — Заболотье, Алферовская, Молоди, Князево, Максимовская.

## Население
| 2010 |
| ---- |
| 0    |